# Varese (jezero)
Jezero Varese (tal. Lago di Varese) je jezero ledenjačkog podrijetla u Lombardiji, na sjeveru Italije. Ima površinu od 14,5 km², srednje dubine 11 m, a najveće 23 m.
Bio je domaćin Europskog prvenstva u kanuu 2012., Svjetske veslačke majstorske regate 2013., Svjetskog veslačkog prvenstva do 23 godine 2014., drugog Svjetskog prvenstva u kanuu 2015. i Svjetskog veslačkog prvenstva do 23 / do 19 godina 2022.

## Nastanak
Jezero Varese je nastalo prije otprilike 15.000 godina, u isto vrijeme kad i obližnje jezero Maggiore, kada je povlačenje ledenjaka Verbano stvorilo veliki bazen u kojem se danas nalazi grad i njegovo jezero, koje je u to vrijeme imao mnogo veću površinu i uključivao velik dio okolnih jezera.

## Vode
Jezero trenutno (od 2015.) nije pogodno za kupanje.

## Živi svijet

### Biljke
Prirodni rezervat Palude Brabbia, smješten između bazena jezera Varese i jezera Comabbio, prostire se na 459 hektara, a štiti jedan od najbolje očuvanih primjera nizinskog tresetišta.

### Životinje
Oko 170 vrsta ptica često obilazi područje jezera Varese. Vrste ptica uključuju krunate patke, patke kreketaljke, te čaplji poput Botaurinae i čaplje dangube.

## Vanjske poveznice
|  | Zajednički poslužitelj ima još gradiva o temi Varese (jezero) |

- Portal jezera Varese